# Richard Carle

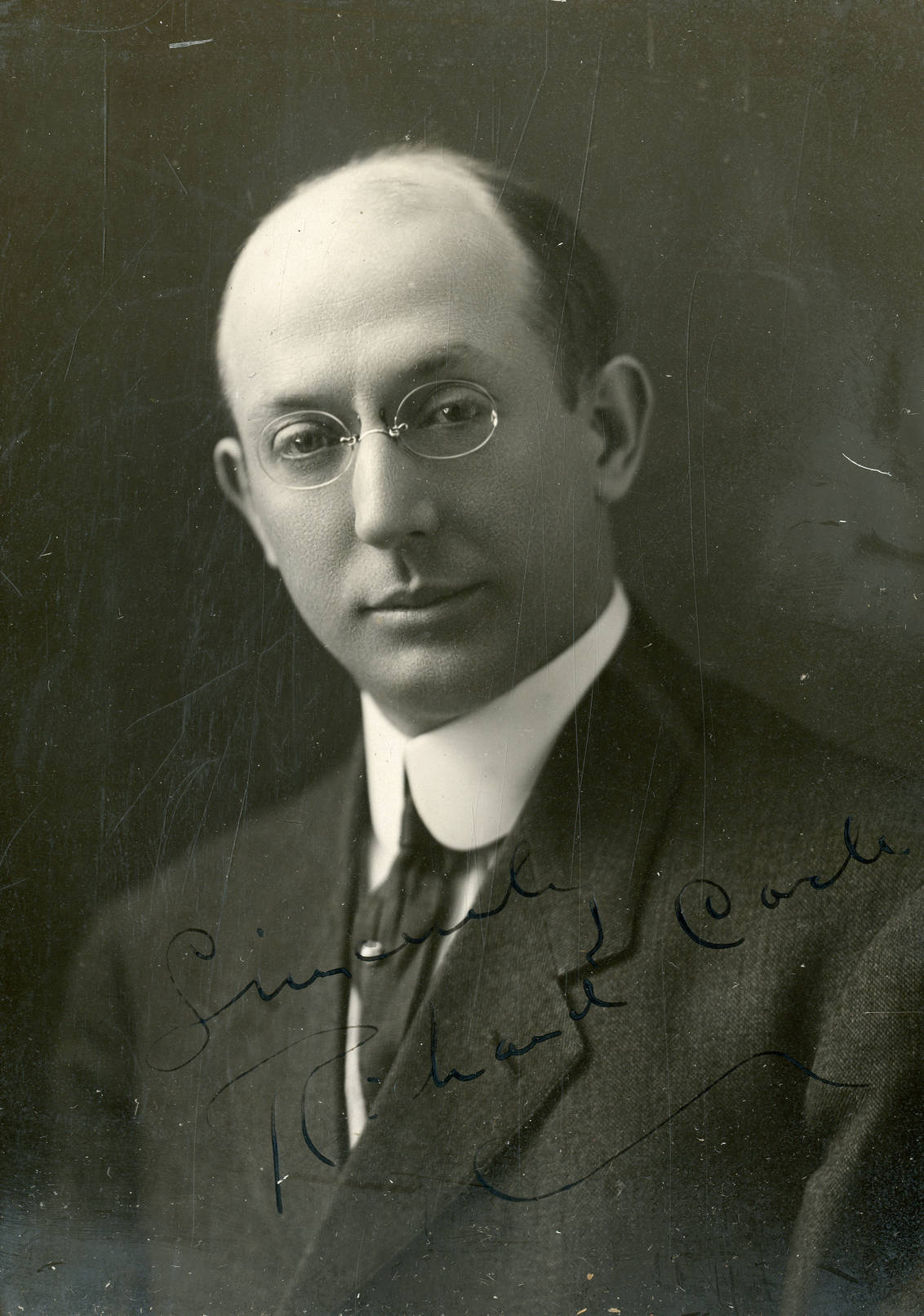
Richard Carle

Richard Carle (* 7. Juli 1871 in Somerville, Massachusetts; † 28. Juni 1941 in North Hollywood, Los Angeles, Kalifornien) war ein US-amerikanischer Schauspieler und Theatermacher.

## Leben
Richard Carle arbeitete zunächst als Zeitungsausträger und Sänger. Seit 1899 war er als Schauspieler am Broadway tätig, wo er bis zum Jahr 1931 in über 20 Stücken auftrat. Bei vielen seiner Stücke – vor allem Musikkomödien – betätigte sich Carle auch in verschiedenen Funktionen als Produzent, Regisseur, Lyriker und Autor.
Ab 1915 war Carle zusätzlich als Filmschauspieler tätig. Der zur Glatze neigende Charakterdarsteller verkörperte meistens würdevoll auftretende, gelegentlich auch schlechtgelaunte Figuren wie Millionäre, Bankiers, Richter oder Butler. In der Laurel-und-Hardy-Komödie Habeas Corpus verkörperte er einen verrückten Wissenschaftler. Einen seiner größten Erfolge feierte er mit dem Ernst-Lubitsch-Film Ninotschka, in dem er den konservativen Diener des von Melvyn Douglas verkörperten Grafen spielte. Auch in anderen Lubitsch-Filmen wurde der weißhaarige Charakterdarsteller eingesetzt. Er arbeitete bis zu seinem Tod als Schauspieler in über 135 Filmen.
Carle starb 1941, kurz vor seinem 70. Geburtstag, im Norden von Hollywood an einem Herzinfarkt.

## Filmografie (Auswahl)
- 1915: The Dancing Beetle
- 1927: The Understanding Heart
- 1928: Wenn die Großstadt schläft (While the City Sleeps)
- 1928: Laurel und Hardy: Habeas Corpus (Kurzfilm)
- 1929: Madame X
- 1930: Buster rutscht ins Filmland (Free and Easy)
- 1932: Eine Stunde mit Dir (One Hour With You)
- 1932: Der Abend des 13. Juni (The Night of June 13)
- 1933: Morning Glory
- 1934: Die gute alte Zeit (The Old Fashioned Way)
- 1934: Die lustige Witwe (The Merry Widow)
- 1934: Alles Schwindel! (Bottoms Up)
- 1935: Dangerous
- 1935: I Dream Too Much
- 1935: Frauen – Launen (The Bride Comes Home)
- 1935: Nevada
- 1935: The Gay Deception
- 1935: Life Returns
- 1936: Liebe vor dem Frühstück (Love Before Breakfast)
- 1936: Kampf in den Bergen (The Trail of the Lonesome Pine)
- 1936: Kleinstadtmädel (Small Town Girl)
- 1936: Texas Rangers (The Texas Rangers)
- 1937: Geächtet (Outcast)
- 1937: Ein Mordsschwindel (True Confession)
- 1939: Drunter und drüber (It’s a Wonderful World)
- 1939: Ninotschka (Ninotchka)
- 1939: Remember?
- 1940: Lillian Russell
- 1940: Der große McGinty (The Great McGinty)
- 1940: Das Haus der sieben Sünden (Seven Sinners)
- 1941: Las Vegas Nights
- 1941: Mary und der Millionär (The Devil and Miss Jones)
- 1941: Ehekomödie (That Uncertain Feeling)
- 1941: Der Dollarregen (Million Dollar Baby)
- 1941: Die Unvollendete (New Wine)